# Normand Lapointe
Pour l’article homonyme, voir Lapointe.
Normand Lapointe (né le 2 janvier 1939) est un agent d'assurance et homme politique fédéral du Québec.

## Biographie
Né à Saint-Victor dans la région de Chaudière-Appalaches, M. Lapointe commença sa carrière politique en devenant député du Parti libéral du Canada dans la circonscription fédérale de Beauce en 1980. Il fut défait en 1984 par le progressiste-conservateur Gilles Bernier.
Durant son passage à la Chambre des communes, il fut secrétaire parlementaire du ministre du Travail de 1983 à 1984.